# Il calamaro e la balena
Il calamaro e la balena (The Squid and the Whale) è un film del 2005 diretto da Noah Baumbach.
Il film è stato candidato all'Oscar alla migliore sceneggiatura originale.

## Trama
New York, metà anni ottanta. Bernard è un professore di scrittura creativa, una volta autore di successo; è sposato con Joan, stanca del pesante ego di suo marito. Quando quest'ultima conosce un clamoroso successo letterario, i due decidono di separarsi. I figli Walt e Frank vengono coinvolti nella forza centrifuga della loro decisione, trovandosi emotivamente impreparati.

## Produzione
Le riprese si sono svolte a Brooklyn (New York), e sono terminate a luglio del 2004. Le location sono state:
- Brooklyn College
- Ditmas Park West
- Midwood High School
- Park Slope

## Distribuzione
- Stati Uniti: The Squid and the Whale, gennaio 2005 (Sundance Film Festival)
- Canada: The Squid and the Whale o Les Berkman se séparent, 13 settembre 2005 (Toronto International Film Festival)
- Brasile: A Lula e a Baleia, 30 ottobre 2005 (São Paulo International Film Festival)
- Turchia: Mürekkep baligi ve balina, 3 marzo 2006
- Messico 24 marzo 2006
- Argentina: Historias de familia, 30 marzo 2006
- Israele, 30 marzo 2006
- Regno Unito: The Squid and the Whale, 7 aprile 2006
- Australia: The Squid and the Whale, 13 aprile 2006
- Grecia, 13 aprile 2006
- Belgio, 26 aprile 2006
- Germania: Der Tintenfisch und der Wal, 11 maggio 2006
- Islanda, 18 maggio 2006 (uscita DVD)
- Italia: Il calamaro e la balena, 9 giugno 2006
- Spagna: Una historia de Brooklyn, 23 giugno 2006
- Ungheria: A tintahal és a bálna, 27 giugno 2006 (uscita DVD)
- Svezia, 7 luglio 2006
- Francia: Les Berkman se séparent, 12 luglio 2006
- Giappone, 2 dicembre 2006

## Accoglienza

### Incassi
A fronte di un budget stimato in 1.500.000$, il film ha incassato 7.362.100$ negli Stati Uniti  e 506.477£ nel Regno Unito.

## Riconoscimenti
- 2006 - Premi Oscar
  - Candidatura per la migliore sceneggiatura originale a Noah Baumbach
- 2006 - Golden Globe
  - Candidatura per il miglior film commedia o musicale
  - Candidatura per il miglior attore in un film commedia o musicale ad Jeff Daniels
  - Candidatura per la miglior attrice in un film commedia o musicale a Laura Linney
- 2006 - Critics' Choice Awards
  - Candidatura per la miglior sceneggiatore a Noah Baumbach
  - Candidatura per il miglior giovane attore a Jesse Eisenberg
  - Candidatura per il miglior giovane attore a Owen Kline
- 2005 - Gotham Independent Film Awards
  - Miglior cast
- 2006 - Independent Spirit Awards
  - Candidatura per il miglior film
  - Candidatura per il miglior regista a Noah Baumbach
  - Candidatura per la miglior sceneggiatura a Noah Baumbach
  - Candidatura per il miglior attore protagonista a Jeff Daniels
  - Candidatura per la miglior attrice protagonista a Laura Linney
  - Candidatura per il miglior attore non protagonista a Jesse Eisenberg
- 2005 - Los Angeles Film Critics Association Awards
  - Miglior sceneggiatura a Noah Baumbach
- 2005 - National Board of Review Awards
  - Miglior sceneggiatura originale a Noah Baumbach
- 2005 - Satellite Award
  - Miglior migliore attrice non protagonista in un film drammatico a Laura Linney
  - Candidatura per la Migliore sceneggiatura originale a Noah Baumbach